# 三笠石
三笠石（みかさせき、mikasaite）は、鉱物（硫酸塩鉱物）の一種。化学組成は (Fe3+,Al)2(SO4)3、結晶系は三方晶系。

## 産地
- 北海道三笠市幾春別(原産地)[3]。
- ドイツ, Lichtenberg Absetzer鉱山
- ロシア, Chelyabinsk coal basin

## 性質・特徴
端成分としては硫酸鉄(III)に当たり、硫酸アルミニウム無水物のミロセビッチ石（Millosevichite, Al2(SO4)3）とは連続固溶体を形成する。
白色 - 褐色で脆い。
石炭層に存在する石炭が石炭層内で自然発火し燃焼した結果、鉄や硫黄を含んだ高温の石炭ガスが地上に噴出し、大気中で急冷されて結晶化した昇華鉱物である。
潮解性がある鉱物であり、室内における通常の気温・湿度で保管すると、みるみる大気中の水分を吸って液体となる。このため、採取と保管・運搬には細心の注意が必要な鉱物である。

## 発見と命名
1992年、三笠市立博物館の小林和男と長谷川浩二が、三笠市内奔別川東岸にある石炭ガスの噴気口周辺で見慣れない昇華物質を発見し、サンプルを採取した。採取されたサンプルは、夕張市立夕張中学校の小林信男の鑑定により新鉱物の可能性が指摘され、北海道大学理学部地球惑星物質科学科の岩石学者新井田清信にサンプルが届けられた。新井田清信は観察の結果、新鉱物を確信し、同学科の地球惑星物質論（旧鉱物学）教室で粉末X線回折による結晶構造解析法に熟達している鉱物学者三浦裕行に解析を依頼。取り扱いの困難な鉱物にもかかわらず、三浦裕行は結晶構造を解くことに成功した。北海道大学教養部の平間正男による化学分析データと共に、このサンプルは新鉱物「三笠石」として国際鉱物学連合 (IMA) に報告した結果、1994年に承認された。
取り扱い困難な鉱物の採取を行った小林和男・長谷川浩二、そしてそのような取り扱いが困難な鉱物の結晶構造を解析した三浦裕行の手腕は評価に値する。三浦裕行はこの功績により新鉱物を発見した者に与えられる櫻井賞を受賞した。
北海道大学理学部地球惑星物質科学科地球惑星物質論（旧鉱物学）教室では、歴代の教授のうち、初代教授原田準平、二代目教授八木健三について、原田石、八木石と名前に因んだ鉱物が存在していた。このため、教室では三代目教授を勤め、三笠石が発見された1992年に定年退官した針谷宥への餞として「宥石」（youite）と命名することを提案したが、生粋の道産子である針谷宥は自分の名前に因んだ命名を固辞し、北海道の地名が世界に知れ渡り、歴史に残ることを選択した。